# Afelandra

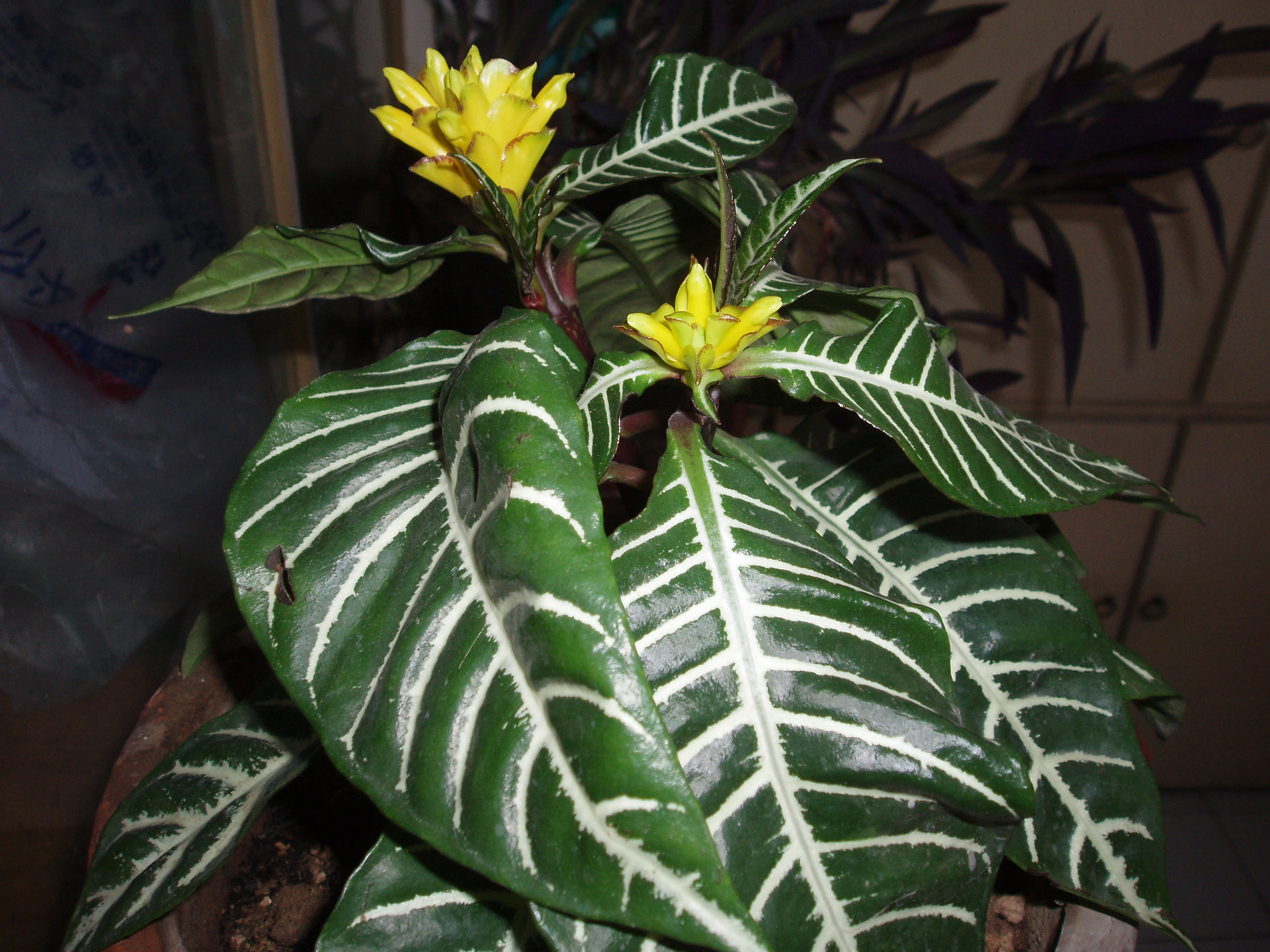
Afelandra stercząca

Afelandra (Aphelandra R. Br.) – rodzaj roślin zielnych lub krzewów z rodziny akantowatych (Acanthaceae). Należy do niego 199 gatunków pochodzących z tropikalnych obszarów Ameryki Południowej i Ameryki Środkowej. Gatunkiem typowym jest Aphelandra pulcherrima (Jacq.) Kunth.

## Morfologia
Krzewy i podkrzewy o pojedynczych, dużych i ostro zakończonych liściach z wyraźną nerwacją, często o kolorze innym, niż kolor liści. Ulistnienie zawsze naprzemianległe. Kwiaty żółte, pomarańczowe, czerwone, w szczytowych kłosach. Są rurkowate i mają szeroką, 3-klapową dolną wargę. Pod szczytem kłosa występują zwykle jaskrawe podkwiatki.

## Systematyka
Synonimy
Amathea Raf., Aphelandrella Mildbr., Cuenotia Rizzini, Hemisandra Scheidw., Hydromestus Scheidw., Lagochilium Nees, Lepidacanthus C. Presl, Odontophyllum Sreem., Sreemadhavana Rauschert, Strobilorhachis Klotzsch, Synandra Schrad.
Pozycja systematyczna według APweb (aktualizowany system APG III z 2009)
Należy do podrodziny Acanthoideae Link, rodziny akantowatych (Acanthaceae) Juss., która jest jednym z kladów w obrębie rzędu jasnotowców (Lamiales) Bromhead z grupy astrowych spośród roślin okrytonasiennych.
Pozycja w systemie Reveala (1993-1999)
Gromada okrytonasienne (Magnoliophyta Cronquist), podgromada Magnoliophytina Frohne & U. Jensen ex Reveal, klasa Rosopsida Batsch, podklasa jasnotowe (Lamiidae Takht. ex Reveal), nadrząd jasnotopodobne (Lamianae Takht.), rząd jasnotowce (Lamiales Bromhead), podrząd Acanthineae Engl, rodzina akantowate (Acanthaceae Juss.), plemię Aphelandreae Nees in Mart., rodzaj afelandra (Aphelandra R. Br.).
Wykaz gatunków
- Aphelandra acanthifolia Hook.
- Aphelandra acanthus Nees
- Aphelandra acrensis Lindau
- Aphelandra albert-smithii Leonard
- Aphelandra albinotata Wassh.
- Aphelandra alexandri Leonard
- Aphelandra ameleta Leonard
- Aphelandra anderssonii Wassh.
- Aphelandra antioquiensis Wassh.
- Aphelandra arborea (Mill.) M.R.Almeida
- Aphelandra arisema Leonard
- Aphelandra aristei Leonard
- Aphelandra arnoldii Mildbr.
- Aphelandra attenuata Wassh.
- Aphelandra aucayacuensis Wassh.
- Aphelandra aurantiaca (Scheidw.) Lindl.
- Aphelandra azuayensis Wassh.
- Aphelandra bahiensis (Nees) Wassh.
- Aphelandra barkleyi Leonard
- Aphelandra benoistii Wassh.
- Aphelandra blanchetiana (Nees) Hook.f.
- Aphelandra blandii Lindau
- Aphelandra botanodes Leonard
- Aphelandra boyacensis Leonard
- Aphelandra bradeana Rizzini
- Aphelandra campanensis Durkee
- Aphelandra campii Wassh.
- Aphelandra caput-medusae Lindau
- Aphelandra castanifolia Britton
- Aphelandra chamissoniana Nees
- Aphelandra chaponensis Leonard
- Aphelandra chrysantha Wassh.
- Aphelandra cinnabarina Wassh.
- Aphelandra cirsioides Lindau
- Aphelandra claussenii Wassh.
- Aphelandra colombiensis Lindau ex Leonard
- Aphelandra colorata (Vell.) Wassh.
- Aphelandra conformis Leonard
- Aphelandra crenata Leonard
- Aphelandra crispata Leonard
- Aphelandra cuatrecasasii Leonard
- Aphelandra cuscoensis Wassh.
- Aphelandra darienensis Wassh.
- Aphelandra dasyantha Wassh.
- Aphelandra davidsonii Wassh.
- Aphelandra decorata (Nees) Wassh.
- Aphelandra diachyla Leonard
- Aphelandra dielsii Mildbr.
- Aphelandra diffusa Wassh.
- Aphelandra dodsonii Wassh.
- Aphelandra dolichantha Donn.Sm.
- Aphelandra dukei Wassh.
- Aphelandra dunlapiana Standl. & L.O.Williams
- Aphelandra encarnacionii Wassh.
- Aphelandra espinosae Wassh.
- Aphelandra espirito-santensis Profice & Wassh.
- Aphelandra euopla Leonard
- Aphelandra eurystoma Mildbr.
- Aphelandra fasciculata Wassh.
- Aphelandra fernandezii Leonard
- Aphelandra ferreyrae Wassh.
- Aphelandra flava Nees
- Aphelandra formosa (Bonpl.) Nees
- Aphelandra galba Wassh.
- Aphelandra garciae Leonard
- Aphelandra gigantea (Rizzini) Profice
- Aphelandra gigantiflora Lindau
- Aphelandra glabrata Willd. ex Nees
- Aphelandra golfodulcensis McDade
- Aphelandra goodspeedii Standl. & F.A.Barkley
- Aphelandra gracilis Leonard
- Aphelandra grandis Leonard
- Aphelandra grangeri Leonard
- Aphelandra grazielae Profice
- Aphelandra guayasii Wassh.
- Aphelandra guerrerensis Wassh.
- Aphelandra gunnarii Wassh.
- Aphelandra hapala Wassh.
- Aphelandra harleyi Wassh.
- Aphelandra harlingii Wassh.
- Aphelandra hartwegiana Nees ex Benth.
- Aphelandra haughtii Leonard
- Aphelandra heydeana Donn.Sm.
- Aphelandra hieronymi Griseb.
- Aphelandra hintonii Wassh.
- Aphelandra hirta (Klotzsch) Wassh.
- Aphelandra huilensis Leonard
- Aphelandra hylaea Leonard
- Aphelandra hymenobracteata  Profice
- Aphelandra impressa Lindau
- Aphelandra inaequalis Lindau
- Aphelandra jacobinioides Lindau
- Aphelandra juninensis Wassh.
- Aphelandra killipii Leonard
- Aphelandra kingii Wassh.
- Aphelandra kolobantha Lindau
- Aphelandra kuna T.F.Daniel & McDade
- Aphelandra lamprantha Leonard
- Aphelandra lasia Leonard
- Aphelandra lasiophylla Leonard
- Aphelandra latibracteata Wassh.
- Aphelandra lawranceae Leonard
- Aphelandra laxa Durkee
- Aphelandra leonardii McDade
- Aphelandra liboniana Linden ex Hook.f.
- Aphelandra lilacina C.Ezcurra
- Aphelandra limbatifolia Lindau
- Aphelandra lineariloba Leonard
- Aphelandra lingua-bovis Leonard
- Aphelandra longiflora (Lindl.) Profice
- Aphelandra loxensis Wassh.
- Aphelandra luyensis Lindau
- Aphelandra lyrata Nees
- Aphelandra macrophylla Leonard
- Aphelandra macrosiphon Lindau
- Aphelandra macrostachya Nees
- Aphelandra maculata (Tafalla ex Nees) Voss
- Aphelandra madrensis Lindau
- Aphelandra margaritae É.Morren
- Aphelandra marginata Nees & Mart.
- Aphelandra martiusii Wassh.
- Aphelandra merelloae T.F.Daniel & McPherson
- Aphelandra micans Moritz ex Vatke
- Aphelandra mildbraediana Leonard
- Aphelandra modesta (Mildbr.) Wassh.
- Aphelandra molinae T.F.Daniel
- Aphelandra mollis (Nees) Leonard
- Aphelandra mollissima Wassh.
- Aphelandra montis-scalaris  Lindau ex Pilg.
- Aphelandra mucronata (Ruiz & Pav.) Nees
- Aphelandra neesiana Wassh.
- Aphelandra neillii Wassh.
- Aphelandra nemoralis Nees
- Aphelandra nitida Nees & Mart.
- Aphelandra nuda Nees
- Aphelandra obtusa (Nees) Wassh.
- Aphelandra obtusifolia (Nees) Wassh.
- Aphelandra ornata (Nees) T.Anderson
- Aphelandra panamensis McDade
- Aphelandra parviflora Leonard
- Aphelandra parvispica Leonard
- Aphelandra paulensis Wassh.
- Aphelandra pepe-parodii Wassh.
- Aphelandra peruviana Wassh.
- Aphelandra phaina Wassh.
- Aphelandra pharangophila Leonard
- Aphelandra phlogea Leonard
- Aphelandra phrynioides Lindau
- Aphelandra pilosa Leonard
- Aphelandra pinarotricha Leonard
- Aphelandra plowmanii Wassh.
- Aphelandra porphyrocarpa Leonard
- Aphelandra prismatica (Vell.) Hiern
- Aphelandra pulcherrima (Jacq.) Kunth
- Aphelandra pumila G.Nicholson
- Aphelandra quadrifaria Leonard
- Aphelandra reticulata Wassh.
- Aphelandra rigida Glaz. ex Mildbr.
- Aphelandra rosulata (Lindau) Wassh.
- Aphelandra rubra Wassh.
- Aphelandra runcinata Klotzsch ex Nees
- Aphelandra rusbyi Britton
- Aphelandra scabra (Vahl) Sm.
- Aphelandra schiedeana Schltdl. & Cham.
- Aphelandra schieferae Leonard
- Aphelandra schottiana (Nees) Profice
- Aphelandra schunkei Wassh.
- Aphelandra scolnikiae Leonard
- Aphelandra seibertii Leonard
- Aphelandra sericantha Leonard
- Aphelandra silvicola Leonard
- Aphelandra sinclairiana Nees
- Aphelandra speciosa Brandegee
- Aphelandra squarrosa Nees – afelandra stercząca
- Aphelandra stephanophysa Nees
- Aphelandra steyermarkii Wassh.
- Aphelandra storkii Leonard
- Aphelandra straminea Leonard
- Aphelandra sulphurea Hook.f.
- Aphelandra superba Lindau
- Aphelandra taborensis Leonard
- Aphelandra terryae Standl.
- Aphelandra tetroicia Wassh.
- Aphelandra tillettii Wassh.
- Aphelandra tomentosa Lindau
- Aphelandra tonduzii Leonard
- Aphelandra trianae Leonard
- Aphelandra tridentata Hemsl.
- Aphelandra tumbecensis Wassh.
- Aphelandra variegata C.Morel ex Planch.
- Aphelandra verticillata Nees ex Hemsl.
- Aphelandra villonacensis Wassh.
- Aphelandra viscosa Mildbr.
- Aphelandra wasshausenii Profice
- Aphelandra weberbaueri Mildbr.
- Aphelandra wendtii T.F.Daniel
- Aphelandra wurdackii Wassh.
- Aphelandra xanthantha Leonard
- Aphelandra zamorensis Wassh.

## Zastosowanie
Kilka gatunków jest uprawiane jako rośliny ozdobne. Wszystkie są bardzo wrażliwe na niskie temperatury, z tego też względu w Polsce są uprawiane tylko jako rośliny pokojowe lub szklarniowe.